# هكتور كارون
هكتور كارون هو سياسي كندي، ولد في 31 أغسطس 1862 في كندا، وتوفي في 9 أبريل 1937 في مدينة كيبك في كندا. حزبياً، نشط في حزب كيبيك الليبرالي. وقد انتخب عضو الجمعية الوطنية في كيبك ‏.